# Бригаде НОВЈ
Бригаде су биле тактичко-оперативне јединице Народноослободилачке војске Југославије. По својој структури биле су лаке, врло покретљиве јединице, способне за маневар на било којем терену.
Теритријална ограниченост и везаност партизанских одреда за одређени крај, онемогућавала је преношење борбених дејстава у друге области и избегавање концентричних удара непријатеља за време офанзива. За даље ширење устанка и његово прерастање у ослободилачки рат, биле су потребне промене у организацији и употреби оружаних снага. Формирање првих бригада представљао је почетак тих промена.
Главну улогу у стварању регуларне војске имала је Прва пролетерска нароноослободилачка ударна бригада, формирана 21. децембра 1941. године у Рудом. Она је формирана одлуком Врховног штаба НОПОЈ-а на основу дотада стечених искустава из оружане борбе.
Касније је прописан Статут пролетерских народноослободилачких ударних бригада на основу којег су одређени принципи организације, улога и задаци бригада. Према статуту формација бригаде предвиђала је:
- штаб бригаде, у саставу: командант, политички комесар, заменик команданта и заменик политичког комесара.
- најмање четири ударна батаљона, јачине око 300 бораца, формираних у 3-4 ударне чете;
- пратећу чету
- једним водом лаких и једним водом тешких минобацача
- мотомеханизоване јединице, које су формиране према могућности и потреби
- комору и санитет

Уз штаб бригаде, поред коњичког, пионирског и вода за везу, Статут је предвиђао и културне екипе за културно-просветни и политички рад у јединицама и међу народом на терену где се бригада задржавала.
Застава бригаде је била црвена са српом и чекићем у горњем десном углу, петокраком звездом у средини и извезеним називом јединице.
Статут пролетерских народноослободилачких ударних бригада је важио за све бригаде НОВЈ и према њему су оне формиране. Врховни штаб је, такође, наредио да се према Статуту организују и партизански одреди, а од посебне важности је било наређење да се у Одредима формирају ударне чете и батаљони, као прелазни степен од одреда до бригаде.
Назив пролетерска бригада, као и почасни назив ударна бригада, додељиван је бригадама које су се посебно истакле у извршавању борбених задатака.
У току 1941. године формирана је само једна бригада. У 1942. је формирано 37, у 1943. је формирано 76, у 1944. је формирано 130, а у 1945. је формирано 16 нових бригада. На крају рата, маја 1945. године било је укупно 220 бригада, од којих 14 пролетерских. Поред тих бригада у НОВЈ се борило и 18 италијански, по једна бугарска, француска и руска бригада.
Јачина, састав, опрема и наоружање бригада били су различити у разним периодима НОР-а и разним крајевима где су бригаде водиле борбу. Тако је просечна јачина бригаде, током 1942. и 1943. године, била 800 бораца, а у 1944. години око 950 бораца. Бригаде у Словенији и Македонији биле су у првим годинама рата бројно слабије, у просеку 500-600 бораца. Наоружање бригада је било лако пешадијско, са митраљезима и минобацачима. Бригаде НОВЈ су напружаване од плена из борби са непријатељем, а тек од 1943. године почеле су да се делом наоружавају и од Савезничке помоћи, тако да су разлике у наоружању остале до краја рата.
Формирањем првих дивизија и корпуса, новембра 1942. године, бригаде су постале тактичке јединице у њиховом саставу. Тактика им се непрекидно мењала од развоја рата и зависила је од јачине, наоружања и терена на ком су дејствовале. Њихова дејства су имала различите форме, али су биле способен и за партизанско (герилско) и за фронтално ратовање, нарочито у оквиру дивизија.